# 粵港合作聯席會議
粵港合作聯席會議（Hong Kong/Guangdong Cooperation Joint Conference），簡稱粵港聯席會議，於1998年成立，是中國大陸廣東省與香港特區政府高層人員組成。目的是全面加強粵港的多方面合作，改善兩地在貿易、經濟、基建發展、水陸空運輸、道路、海關旅客等事務的協調。 （页面存档备份，存于） 其下開設15個專責小組，例如:粵港落實CEPA服務業合作專責小組。
曾經參與會議的香港高官包括唐英年、馬時亨、林瑞麟、王倩儀等。

## 會議日期
- 第1次會議：1998年3月30日
- 第2次會議：1998年9月24日
- 第3次會議：2000年9月25日
- 第4次會議：2001年7月25日
- 第5次會議：2002年3月15日
- 第6次會議：2003年8月5日
- 第7次會議：2004年8月4日
- 第8次會議：2005年9月28日
- 第9次會議：2006年8月2日
- 第10次會議：2007年8月2日
- 第11次會議：2008年8月5日
- 第12次會議：2009年8月19日
- 第13次會議：2010年9月16日
- 第14次會議：2011年8月23日
- 第15次會議：2012年9月14日
- 第16次會議：2013年9月16日
- 第17次會議：2014年11月6日
- 第18次會議：2015年9月9日
- 第19次會議：2016年9月14日
- 第20次會議：2017年11月18日
- 第21次會議：2019年5月16日
- 第22次會議：2021年5月14日
- 第23次會議：2023年3月21日

## 議題
- 一地兩檢
- 24小時通關
- 港珠澳大橋
- 深港西部通道
- 東部通道（蓮塘/香園圍口岸）
- 環境保護珠江三角洲地區
- 電廠脫硫工程
- 機動車排放國III標準（相當於歐III標準）
- 禁止銷售含鉛汽油
- 珠三角火力發電廠排污交易實驗計劃
- 香港國際機場和珠海機場合作
- 東莞寮步車檢場，快速通關模式
- 深圳福田至香港落馬洲支線的新口岸
- 粵港合作發行快易通·粵通卡，非現金繳費，電子標簽不停車繳費服務
- 跨境直升機服務
- 東莞常平至香港紅磡間的貨運直通列車服務
- 食品安全和疾病預防
- 突發公共衛生事件應急合作協議

## 外部參考
- 2006年8月2日，粵港合作聯席會議第9次會議，廣州召開，黃華華跟曾蔭權主持 （页面存档备份，存于）
- 《粵港合作聯席會議第十二次會議在港舉行 （页面存档备份，存于）》 (香港政府新聞公報，2009年8月19日)

- 《粵港合作聯席會議第十三次會議在廣州舉行 （页面存档备份，存于）》 (香港政府新聞公報，2010年9月16日)
- 《粵港合作聯席會議第十四次會議在香港舉行 （页面存档备份，存于）》 (香港政府新聞公報，2011年8月23日)
- 《招玉芳出席在香港舉行的粵港合作第十七次工作會議 （页面存档备份，存于）》(廣東省人民政府，2012年1月10日)
- 《粵港合作聯席會議第十五次會議在廣州舉行 （页面存档备份，存于）》(香港政府新聞公報，2011年9月14日)
- 《粤港合作联席会议第十五次会议举行 朱小丹梁振英出席 （页面存档备份，存于）》(廣東省人民政府，2012年9月14日)